# Fluminense FC
Fluminense Football Club (wym. [flumiˈnẽsi futʃiˈbɔw ˈklubi]) – brazylijski klub piłkarski z siedzibą w mieście Rio de Janeiro, stolicy stanu Rio de Janeiro. Występuje w rozgrywkach Campeonato Brasileiro Série A oraz Campeonato Carioca. Domowe mecze rozgrywa na obiekcie Maracanã.
Wielokrotny mistrz krajowy i stanowy. W języku portugalskim Fluminense oznacza „rzeczny”, a także jest potocznym określeniem mieszkańców stanu Rio de Janeiro.

## Informacje podstawowe
- Pełna nazwa: Fluminense Football Club
- Rok założenia: 1902
- Stadion: Estádio das Laranjeiras lub Maracana
- Pojemność: 100 tys.

## Historia
Klub został założony przez Oskara Coksa, szwajcarskiego emigranta. Pierwszy mecz klub rozegrał 19 października 1902, a ich rywalem był Rio Football Club. Fluminense wygrało 8-0. W 1911 drużynę ogarnął kryzys po tym jak dziewięciu piłkarzy odeszło do Flamengo, które przedtem było klubem wioślarskim.
Wśród wielu chwał i zwycięstw trójkolorowych (tricolor), wyróżnia się zdobycie Pucharu Olimpijskiego, jako tytuł honorowy, nadany przez Międzynarodowy Komitet Olimpijski dla Fluminense w 1949 roku, za bycie modelem i przykładem organizacji sportowej dla świata. Tylko Fluminense, biorąc pod uwagę bycie klubem polisportowym ma ten tytuł, co czyni go jedynym w świecie na scenie sportowej w tym aspekcie, dzieląc ten zaszczyt z i między innymi krajami federacji sportowych i komitetów olimpijskich. W 1952 roku, gdy naród brazylijski jeszcze opłakiwał utratę Mistrzostw Świata FIFA 1950, Fluminense podniósł ego mieszkańcom Rio de Janeiro, zdobywając na Stadionie im. Mario Filho, Puchar Rio (Rio Cup International), poprzednik Pucharu Świata FIFA. Z Castilho, Pindaro, Bigode, Tele i innych, z Zeze Moreira, jako trener, tricolor rozegrał mecze ze Sporting CP, Grasshoppers, Penarol, Austria Wiedeń i, wygrywając z Corinthians w finale, zdobył ten ważny puchar dla Brazylii". Fluminense jest na pierwszym miejscu w ogólnobrazylijskim rankingu CBF. Fluminense Football Club to jedyny klub na świecie, zdobywca Pucharu Olimpijskiego w Piłce Nożnej, który ma wyryte na nim swoje imię: Fluminense Futebol Club.
Obecnie klub występuje w pierwszej lidze brazylijskiej (Campeonato Brasileiro Série A) i pierwszej lidze stanu Rio de Janeiro (Campeonato Carioca).
W przeszłości klub był bardzo niechętnie nastawiony do czarnoskórych piłkarzy. Utożsamiany był z klasą średnią, kibicowali mu bogaci ludzie z miasta.
W marcu 2013 roku Fluminense podpisał wielopłaszczyznową umowę o współpracy z Legią Warszawa, natomiast w 2015 roku klub podpisał porozumienie o współpracy ze słowackim klubem FC ŠTK 1914 Šamorín, która zakończyła się w 2019.

## Osiągnięcia
- Puchar Olimpijski: 1949 (Olympic Cup)[1]. "Największy zaszczyt sportu światowego".
- Puchar Wyzwolicieli Ameryki (Copa Libertadores): 2023
- Puchar Interkontynentalny: 1952 (Rio Cup International)[2]
- Mistrzostwo Brazylii: 1970 (Torneio Roberto Gomes Pedrosa), 1984, 2010, 2012 (Campeonato Brasileiro Série A)
- Puchar Brazylii: 2007
- Mistrzostwo stanu Rio de Janeiro (Campeonato Carioca) (31): 1906, 1907, 1908, 1909, 1911, 1917, 1918, 1919, 1924, 1936, 1937, 1938, 1940, 1941, 1946, 1951, 1959, 1964, 1969, 1971, 1973, 1975, 1976, 1980, 1983, 1984, 1985, 1995, 2002, 2005, 2012
- Finał Copa Libertadores: 2008
- Finał Copa Sudamericana:2009

## Bilans klubu wMistrzostwach Brazylii

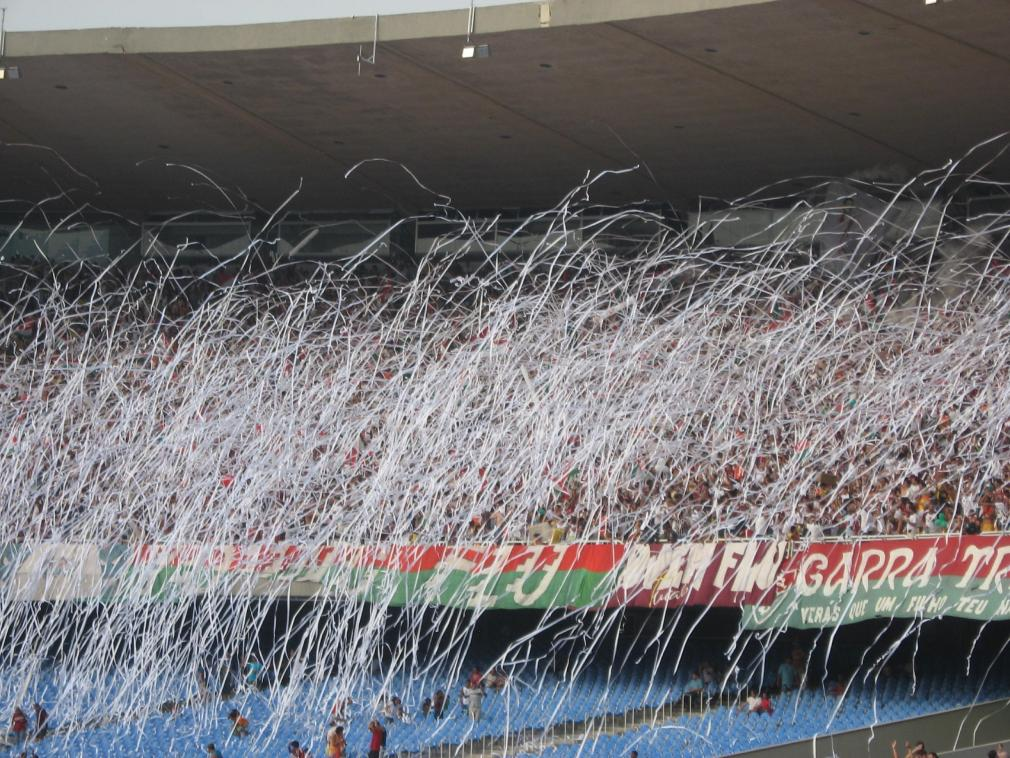
Maracanã

| Sezon | M    | Z   | R   | P   | BZ   | BS   | Miejsce  |
| ----- | ---- | --- | --- | --- | ---- | ---- | -------- |
| 1971  | 19   | 5   | 6   | 8   | 12   | 13   | 16.      |
| 1972  | 28   | 9   | 11  | 8   | 23   | 22   | 14.      |
| 1973  | 28   | 9   | 9   | 10  | 25   | 25   | 23.      |
| 1974  | 24   | 4   | 10  | 10  | 20   | 28   | 24.      |
| 1975  | 28   | 16  | 4   | 8   | 51   | 26   | 3.       |
| 1976  | 22   | 11  | 7   | 4   | 34   | 19   | 4.       |
| 1977  | 14   | 8   | 2   | 4   | 23   | 10   | 26.      |
| 1978  | 26   | 10  | 8   | 8   | 23   | 20   | 22.      |
| 1979  | 7    | 3   | 4   | 0   | 18   | 6    | 52.      |
| 1980  | 18   | 6   | 8   | 4   | 30   | 22   | 11.      |
| 1981  | 17   | 7   | 4   | 6   | 31   | 25   | 11.      |
| 1982  | 18   | 9   | 6   | 3   | 39   | 17   | 5.       |
| 1983  | 14   | 6   | 3   | 5   | 19   | 12   | 18.      |
| 1984  | 26   | 15  | 9   | 2   | 37   | 13   | 1.       |
| 1985  | 20   | 7   | 6   | 6   | 24   | 21   | 22.      |
| 1986  | 30   | 16  | 6   | 8   | 33   | 19   | 6.       |
| 1987  | 15   | 6   | 5   | 4   | 14   | 12   | 7.       |
| 1988  | 27   | 10  | 9   | 8   | 27   | 21   | 3.       |
| 1989  | 18   | 5   | 4   | 9   | 15   | 25   | 15.      |
| 1990  | 19   | 5   | 5   | 9   | 19   | 24   | 15.      |
| 1991  | 21   | 10  | 5   | 6   | 29   | 21   | 4.       |
| 1992  | 19   | 5   | 8   | 6   | 21   | 19   | 14.      |
| 1993  | 14   | 3   | 2   | 9   | 18   | 26   | 17.      |
| 1994  | 25   | 8   | 6   | 11  | 35   | 40   | 15.      |
| 1995  | 25   | 9   | 10  | 6   | 25   | 22   | 4.       |
| 1996  | 23   | 6   | 4   | 13  | 26   | 50   | 23.      |
| 1997  | 25   | 4   | 10  | 11  | 26   | 41   | 25.      |
| 1998  | 10   | 2   | 5   | 3   | 12   | 12   | 19.      |
| 1999  | 22   | 15  | 3   | 4   | 38   | 20   | 1.       |
| 2000  | 26   | 12  | 7   | 7   | 48   | 35   | 9.       |
| 2001  | 29   | 15  | 9   | 5   | 49   | 34   | 3.       |
| 2002  | 29   | 14  | 4   | 11  | 49   | 51   | 4.       |
| 2003  | 46   | 13  | 11  | 22  | 52   | 77   | 19.      |
| 2004  | 46   | 18  | 13  | 15  | 65   | 68   | 9.       |
| 2005  | 42   | 19  | 11  | 12  | 79   | 70   | 5.       |
| 2006  | 38   | 11  | 12  | 15  | 48   | 58   | 15.      |
| 2007  | 38   | 16  | 13  | 9   | 57   | 39   | 4.       |
| 2008  | 38   | 11  | 12  | 15  | 49   | 48   | 14.      |
| 2009  | 38   | 11  | 13  | 14  | 49   | 56   | 16.      |
| 2010  | 38   | 20  | 11  | 7   | 62   | 36   | 1.       |
| 2011  | 38   | 20  | 3   | 15  | 60   | 51   | 3.       |
| Suma  | 1016 | 393 | 291 | 332 | 1366 | 1222 | 2 tytuły |

## Trenerzy klubu
| - 1911–1912 – Charles Williams - 1917–1920 – Quincey Taylor - 1919 – Ramón Platero - 1920–1923 – Pode Pettersen - 1924–1926 – Charles Williams - 1927–1928 – Eugênio Medgyessi - 1929–1933 – Luiz Vinhaes - 1933 – Artur Azevedo - 1934–1935 – Quincey Taylor - 1936 – Hector Cabelli - 1936 – Humberto Cabelli - 1936 – Hector Cabelli - 1936–1938 – Carlos Carlomagno - 1938-1942 – Ondino Viera - 1943 – Arno Frank - 1944–1945 – Humberto Cabelli - 1945-1947 – Gentil Cardoso - 1948-1950 – Ondino Viera - 1950-1951 – Otto Vieira - 1951-1954 – Zezé Moreira - 1955–1956 – Gradim - 1956-1958 – Sylvio Pirillo - 1958 – Jorge Vieira - 1958–1962 – Zezé Moreira - 1963 – Antoninho - 1963-1964 – Manuel Fleitas Solich - 1964–1967 – Tim - 1967 – Alfredo Gonzalez - 1967–1968 – Telê Santana - 1968 – Evaristo - 1969–1970 – Telê Santana - 1970–1971 – Paulo Amaral - 1971 – Mário Zagallo - 1972 – Paulo Amaral - 1972 – João Carlos Batista Pinheiro - 1973–1974 – Duque - 1974 – Carlos Alberto Parreira - 1974 – Didi - 1975 – Paulo Emílio - 1975 – Carlos Alberto Parreira (tymczasowo) - 1975 – Jair da Rosa Pinto - 1975–1976 – Didi - 1976–1977 – Mário Travaglini - 1977 – João Carlos Batista Pinheiro - 1978 – Paulo Emílio - 1978–1979 – Admildo Chirol | - 1979 – José Duarte - 1979 – Sebastião Araújo - 1979 – Nelsinho - 1979–1980 – Mário Zagallo - 1980–1981 – Nelsinho Rosa - 1981 – Luís Henrique (tymczasowo) - 1981–1982 – Dino Sani - 1982 – Lula - 1982 – Paulo de Almeida Ribeiro - 1983 – Cláudio Garcia - 1983–1984 – José Luiz Carbone - 1984 – Carlos Alberto Parreira - 1984 – Luís Henrique - 1984–1985 – Carlos Alberto Torres - 1985 – Raul Carlesso (tymczasowo) - 1985 – Pinto (tymczasowo) - 1985 – José Omar Pastoriza - 1985–1986 – Nelsinho Rosa - 1986 – Lúcio Novelli (tymczasowo) - 1986–1987 – Antônio Lopes dos Santos - 1987 – Vanderlei Luxemburgo (tymczasowo) - 1987 – Everaldo Antônio da Silva - 1987 – José Luiz Carbone - 1987–1988 – Sebastião Araújo - 1988 – Ismael Kurtz - 1988−1989 – Sérgio Cosme Cupelo Braga - 1989 – Othon Valentim Filho - 1989 – Procópio Cardoso - 1989 – Rubens Galaxe (tymczasowo) - 1989 – Telê Santana - 1990 – Evaristo de Macedo - 1990 – Paulo Emílio - 1990–1991 – Gílson - 1991 – Edinho - 1992 – Arthur Bernardes - 1992 – Altair (tymczasowo) - 1992 – Sérgio Cosme Cupelo Braga - 1993 – Edinho - 1993 – Nelsinho - 1993 – Eduardo Antunes Coimbra - 1994 – Carlos Alberto Torres - 1994 – Delei - 1994 – João Carlos Batista Pinheiro - 1995 – Joel Santana - 1996 – Jair Pereira - 1996 – Jorge Vieira | - 1996 – Renato Gaúcho (tymczasowo) - 1996 – Cláudio Duarte - 1996 – Altair (tymczasowo) - 1996 – Renato Gaúcho (tymczasowo) - 1997 – Júlio César Leal - 1997 – Valdir Espinosa - 1997 – Altair (tymczasowo) - 1997 – Hugo de León - 1997 – Carbone - 1997 – Arthurzinho - 1998 – Edinho - 1998 – Altair (tymczasowo) - 1998 – Delei - 1998 – Sérgio Cosme Cupelo Braga - 1998 – Duílio Dias Júnior (tymczasowo) - 1999–2000 – Carlos Alberto Parreira - 2000–2001 – Valdir Espinosa - 2001 – Duílio Dias Júnior (tymczasowo) - 2001–2002 – Oswaldo de Oliveira Filho - 2002 – Robertinho - 2002–2003 Renato Gaúcho - 2003 – Gílson Gênio (tymczasowo) - 2003 – Joel Santana - 2003 – Renato Gaúcho - 2004 – Valdir Espinosa - 2004 – Ricardo Gomes - 2004 – Alexandre Gama - 2005 – Abel Braga - 2006 – Ivo Wortmann - 2006 – Paulo Campos - 2006 – Josué Teixeira (tymczasowo) - 2006 – Oswaldo de Oliveira Filho - 2006 – Antônio Lopes dos Santos - 2006–2007 – Gusmão - 2007 – Joel Santana - 2007–2008 – Renato Gaúcho - 2008 – Cuca - 2008–2009 – René Simões - 2009 – Carlos Alberto Parreira - 2009 – Vinícius Eutrópio (tymczasowo) - 2009 – Renato Gaúcho - 2009–2010 – Cuca - 2010–2011 – Muricy Ramalho - 2011 – Enderson Moreira - 2011 – Leomir Leira (tymczasowo) - 2011–2013 – Abel Braga - 2013 – Vanderlei Luxemburgo - 2013 – Dorival Júnior - 2014 – Renato Gaúcho - 2014–2015 – Cristóvão Borges - 2015 – Ricardo Drubscky - 2015 – Enderson Moreira |

## Aktualny skład
Stan na 26 marca 2024.
| Nr | Poz. | Piłkarz         |
| -- | ---- | --------------- |
| 1  | BR   | Fábio           |
| 2  | OB   | Samuel Xavier   |
| 4  | OB   | Marlon          |
| 5  | PO   | Alexsander      |
| 7  | PO   | André           |
| 8  | PO   | Martinelli      |
| 9  | NA   | John Kennedy    |
| 10 | PO   | Ganso           |
| 11 | NA   | Keno            |
| 12 | OB   | Marcelo         |
| 13 | OB   | Felipe Andrade  |
| 14 | NA   | Germán Cano     |
| 16 | OB   | Diogo Barbosa   |
| 18 | NA   | Lelê            |
| 19 | NA   | Alexandre Jesus |
| 20 | PO   | Renato Augusto  |
| 21 | NA   | Jhon Arias      |
| 22 | PO   | Gabriel Pires   |

| Nr | Poz. | Piłkarz               |
| -- | ---- | --------------------- |
| 23 | OB   | Guga                  |
| 25 | OB   | Antônio Carlos        |
| 26 | OB   | Manoel                |
| 27 | BR   | Felipe Alves          |
| 28 | PO   | Arthur                |
| 29 | PO   | Thiago Santos         |
| 30 | OB   | Felipe Melo (kapitan) |
| 32 | NA   | Isaac                 |
| 39 | NA   | Kauã Elias            |
| 42 | OB   | Jhonny                |
| 44 | OB   | David Braz            |
| 45 | PO   | Lima                  |
| 50 | BR   | Gustavo Ramalho       |
| 77 | NA   | Marquinhos            |
| 80 | PO   | David Terans          |
| 90 | NA   | Douglas Costa         |
| 98 | BR   | Vitor Eudes           |